# Lebanon (Illinois)
Lebanon – miasto w Stanach Zjednoczonych, w stanie Illinois, w hrabstwie St. Clair.